# Eliminatórias da Copa do Mundo de Rugby de 2007 - Europa
As eliminatórias da Copa do Mundo de Rugby de 2007 da Europa  baseou-se em torno do Campeonato Europeu de Nações por 3 vagas para fase final na França , e uma vaga para o repescagem.

## Fase 1
As oito equipes da divisão 3B jogaram em quatro eliminatórias em sistema de ida-e-volta. Os vencedores entraram na próxima rodada.
| 4 de setembro de 2004 |      |         |                  |
| Andorra               | 76-3 | Noruega | Andorra la Vella |
|                       |      |         | Andorra la Vella |

| 18 de setembro de 2004 |      |         |        |
| Noruega                | 9-23 | Andorra | Bergen |
|                        |      |         | Bergen |

Andorra venceu 99-12 
| 25 de setembro de 2004 |       |         |        |
| Bósnia e Herzegovina   | 10-29 | Áustria | Zenica |
|                        |       |         | Zenica |

| 16 de outubro de 2004 |      |                      |       |
| Áustria               | 7-10 | Bósnia e Herzegovina | Viena |
|                       |      |                      | Viena |

Austria venceu 41-17
| 4 de outubro de 2004 |      |          |          |
| Finlândia            | 3-42 | Bulgária | Helsinki |
|                      |      |          | Helsinki |

| 18 de outubro de 2004 |      |           |       |
| Bulgária              | 50-3 | Finlândia | Sofia |
|                       |      |           | Sofia |

Bulgária venceu 92-6 
| 16 de outubro de 2004 |      |          |          |
| Israel                | 0-53 | Lituânia | Ra'anana |
|                       |      |          | Ra'anana |

| 23 de outubro de 2004 |      |        |         |
| Lituânia              | 60-7 | Israel | Vilnius |
|                       |      |        | Vilnius |

Lituânia  venceu 113-7

## Fase 2
Os quatro vencedores da Fase 1, mais a Hungria, e as quinze equipes de divisões 2A, 2B e 3A foram sorteados em quatro grupos de cinco. As duas melhores equipas classificadas foi qualificadas para a Fase 3. As equipes terceiras colocadas jogaram em duas eliminatórias em sistema de ida-e-volta.

### Grupo A
| 23 de outubro de 2004 |      |           |       |
| Croácia               | 27-6 | Eslovênia | Split |
|                       |      |           | Split |

| 23 de outubro de 2004 |       |         |           |
| Hungria               | 16-29 | Andorra | Esztergom |
|                       |       |         | Esztergom |

| 6 de novembro de 2004 |      |         |           |
| Eslovênia             | 41-0 | Hungria | Liubliana |
|                       |      |         | Liubliana |

| 20 de novembro de 2004 |      |         |       |
| Croácia                | 18-7 | Andorra | Sisak |
|                        |      |         | Sisak |

| 21 de novembro de 2004 |      |         |        |
| Espanha                | 63-9 | Hungria | Madrid |
|                        |      |         | Madrid |

| 12 de fevereiro de 2005 |       |         |                 |
| Andorra                 | 14-36 | Espanha | Andorra-a-Velha |
|                         |       |         | Andorra-a-Velha |

| 26 de março de 2005 |      |         |           |
| Eslovênia           | 6-76 | Espanha | Liubliana |
|                     |      |         | Liubliana |

| 10 de abril de 2005 |       |         |         |
| Espanha             | 26-26 | Croácia | Sevilha |
|                     |       |         | Sevilha |

| 23 de abril de 2005 |       |         |         |
| Hungria             | 15-44 | Croácia | Hungria |
|                     |       |         | Hungria |

| 30 de abril de 2005 |      |           |                 |
| Andorra             | 38-5 | Eslovênia | Andorra-a-Velha |
|                     |      |           | Andorra-a-Velha |

#### Classificação
| Seleção   | Vitórias | Empates | Derrotas | Pontos a favor | Pontos contra | Pontos +/- | Pontos |
| --------- | -------- | ------- | -------- | -------------- | ------------- | ---------- | ------ |
| Espanha   | 3        | 1       | 0        | 201            | 55            | +146       | 11     |
| Croácia   | 3        | 1       | 0        | 115            | 54            | +61        | 11     |
| Andorra   | 2        | 0       | 2        | 88             | 75            | +13        | 8      |
| Eslovênia | 1        | 0       | 3        | 58             | 141           | -83        | 6      |
| Hungria   | 0        | 0       | 4        | 40             | 177           | -137       | 4      |

Espanha e Croácia se classificou para o Round 3. Andorra entrou nos playoffs.

### Grupo B
| 30 de outubro de 2004 |       |          |        |
| Dinamarca             | 11-20 | Moldávia | Odense |
|                       |       |          | Odense |

| 13 de novembro de 2004 |     |           |          |
| Luxemburgo             | 5-6 | Dinamarca | Zéisseng |
|                        |     |           | Zéisseng |

| 13 de novembro de 2004 |       |          |          |
| Moldávia               | 18-27 | Alemanha | Chişinău |
|                        |       |          | Chişinău |

| 27 de novembro de 2004 |      |            |            |
| Alemanha               | 96-0 | Luxemburgo | Heidelberg |
|                        |      |            | Heidelberg |

| 2 de abril de 2005 |      |           |            |
| Alemanha           | 56-0 | Dinamarca | Heidelberg |
|                    |      |           | Heidelberg |

| 9 de abril de 2005 |      |         |            |
| Dinamarca          | 16-3 | Áustria | Fredericia |
|                    |      |         | Fredericia |

| 16 de abril de 2005 |      |            |          |
| Moldávia            | 55-6 | Luxemburgo | Chişinău |
|                     |      |            | Chişinău |

| 23 de abril de 2005 |      |          |       |
| Áustria             | 9-69 | Alemanha | Viena |
|                     |      |          | Viena |

| 30 de abril de 2005 |       |          |       |
| Áustria             | 19-17 | Moldávia | Viena |
|                     |       |          | Viena |

| 7 de maio de 2005 |      |         |          |
| Luxemburgo        | 9-11 | Áustria | Zéisseng |
|                   |      |         | Zéisseng |

#### Classificação
| Seleção    | Vitórias | Empates | Derrotas | Pontos a favor | Pontos contra | Pontos +/- | Pontos |
| ---------- | -------- | ------- | -------- | -------------- | ------------- | ---------- | ------ |
| Alemanha   | 4        | 0       | 0        | 248            | 27            | +221       | 12     |
| Moldávia   | 2        | 0       | 2        | 110            | 63            | +47        | 8      |
| Dinamarca  | 2        | 0       | 2        | 33             | 84            | -51        | 8      |
| Áustria    | 2        | 0       | 2        | 42             | 111           | -69        | 8      |
| Luxemburgo | 0        | 0       | 4        | 20             | 168           | -148       | 4      |

Alemanha e Moldávia se classificou para o Round 3. Dinamarca entrou nos playoffs.

### Grupo C
| 23 de outubro de 2004 |       |        |          |
| Letônia               | 18-20 | Suécia | Valmiera |
|                       |       |        | Valmiera |

| 30 de outubro de 2004 |       |         |          |
| Bélgica               | 23-16 | Letônia | Bruxelas |
|                       |       |         | Bruxelas |

| 30 de outubro de 2004 |       |          |             |
| Suécia                | 32-20 | Lituânia | Helsimburgo |
|                       |       |          | Helsimburgo |

| 9 de abril de 2005 |       |         |           |
| Lituânia           | 13-21 | Bélgica | Jurbarkas |
|                    |       |         | Jurbarkas |

| 16 de abril de 2005 |       |               |      |
| Bélgica             | 15-10 | Países Baixos | Visé |
|                     |       |               | Visé |

| 23 de abril de 2005 |       |        |            |
| Países Baixos       | 24-17 | Suécia | Amesterdão |
|                     |       |        | Amesterdão |

| 30 de abril de 2005 |      |         |           |
| Suécia              | 7-36 | Bélgica | Encopinga |
|                     |      |         | Encopinga |

| 30 de abril de 2005 |       |          |      |
| Letônia             | 19-12 | Lituânia | Riga |
|                     |       |          | Riga |

| 7 de maio de 2005 |       |         |            |
| Países Baixos     | 48-10 | Letônia | Amesterdão |
|                   |       |         | Amesterdão |

| 14 de maio de 2005 |       |               |         |
| Lituânia           | 11-51 | Países Baixos | Vilnius |
|                    |       |               | Vilnius |

#### Classificação
| Seleção       | Vitórias | Empates | Derrotas | Pontos a favor | Pontos contra | Pontos +/- | Pontos |
| ------------- | -------- | ------- | -------- | -------------- | ------------- | ---------- | ------ |
| Bélgica       | 4        | 0       | 0        | 95             | 46            | +49        | 12     |
| Países Baixos | 3        | 0       | 1        | 133            | 53            | +80        | 10     |
| Suécia        | 2        | 0       | 2        | 76             | 98            | -22        | 8      |
| Letônia       | 1        | 0       | 3        | 63             | 103           | -40        | 6      |
| Lituânia      | 0        | 0       | 4        | 56             | 123           | -67        | 4      |

Bélgica e Países Baixos se classificou para o Round 3. Suécia entrou nos playoffs.

### Grupo D
| 2 de outubro de 2004 |       |       |        |
| Polónia              | 20-15 | Suíça | Gdynia |
|                      |       |       | Gdynia |

| 16 de outubro de 2004 |      |       |       |
| Suíça                 | 8-17 | Malta | Avusy |
|                       |      |       | Avusy |

| 6 de novembro de 2004 |       |         |       |
| Malta                 | 13-38 | Polónia | Marsa |
|                       |       |         | Marsa |

| 13 de novembro de 2004 |       |          |          |
| Sérvia e Montenegro    | 33-10 | Bulgária | Belgrado |
|                        |       |          | Belgrado |

| 12 de março de 2005 |      |          |          |
| Suíça               | 43-3 | Bulgária | Basileia |
|                     |      |          | Basileia |

| 19 de março de 2005 |       |       |          |
| Sérvia e Montenegro | 11-11 | Suíça | Belgrado |
|                     |       |       | Belgrado |

| 9 de abril de 2005 |       |                     |       |
| Malta              | 17-24 | Sérvia e Montenegro | Marsa |
|                    |       |                     | Marsa |

| 16 de abril de 2005 |       |       |       |
| Bulgária            | 15-23 | Malta | Sófia |
|                     |       |       | Sófia |

| 23 de abril de 2005 |       |         |       |
| Bulgária            | 10-49 | Polónia | Sófia |
|                     |       |         | Sófia |

| 7 de maio de 2005 |       |                     |      |
| Polónia           | 18-11 | Sérvia e Montenegro | Łódź |
|                   |       |                     | Łódź |

#### Classificação
| Seleção             | Vitórias | Empates | Derrotas | Pontos a favor | Pontos contra | Pontos +/- | Pontos |
| ------------------- | -------- | ------- | -------- | -------------- | ------------- | ---------- | ------ |
| Polónia             | 4        | 0       | 0        | 125            | 49            | +76        | 12     |
| Sérvia e Montenegro | 2        | 1       | 1        | 79             | 56            | +23        | 9      |
| Malta               | 2        | 0       | 2        | 70             | 85            | -15        | 8      |
| Suíça               | 1        | 1       | 2        | 77             | 51            | +26        | 7      |
| Bulgária            | 0        | 0       | 4        | 38             | 148           | -110       | 4      |

Polónia, Sérvia e Montenegro se classificou para o Round 3. Malta entrou nos playoffs

### Playoffs
| 21 de maio de 2005 |      |       |        |
| Dinamarca          | 12-3 | Malta | Odense |
|                    |      |       | Odense |

| 28 de maio de 2005 |       |           |        |
| Malta              | 28-18 | Dinamarca | Valeta |
|                    |       |           | Valeta |

Malta ganhou 31-30 qualificado para a Fase 3.
| 28 de maio de 2005 |       |        |      |
| Andorra            | 30-20 | Suécia | Foix |
|                    |       |        | Foix |

| 4 de junho de 2005 |       |         |           |
| Suécia             | 14-10 | Andorra | Estocolmo |
|                    |       |         | Estocolmo |

Andorra ganhou 40-34 qualificado para a Fase 3.

## Fase 3
Os classificados da Fase 2 foram sorteados em dois grupos de cinco. A melhor equipe de cada grupo jogaram em um playoff de em sistema de ida-e-volta por um lugar na Fase 4.

### Grupo A
| 29 de outubro de 2005 |       |         |       |
| Polônia               | 18-14 | Andorra | Rumia |
|                       |       |         | Rumia |

| 12 de novembro de 2005 |       |               |          |
| Moldávia               | 30-27 | Países Baixos | Chişinău |
|                        |       |               | Chişinău |

| 13 de novembro de 2005 |       |         |        |
| Espanha                | 68-12 | Polônia | Madrid |
|                        |       |         | Madrid |

| 19 de novembro de 2005 |      |         |          |
| Moldávia               | 7-40 | Espanha | Chişinău |
|                        |      |         | Chişinău |

| 26 de novembro de 2005 |      |         |            |
| Países Baixos          | 51-0 | Andorra | Amesterdão |
|                        |      |         | Amesterdão |

| 11 de março de 2006 |      |         |                 |
| Andorra             | 0-31 | Espanha | Andorra-a-Velha |
|                     |      |         | Andorra-a-Velha |

| 8 de abril de 2006 |       |          |           |
| Polônia            | 13-27 | Moldávia | Sochaczew |
|                    |       |          | Sochaczew |

| 22 de abril de 2006 |       |         |            |
| Países Baixos       | 22-20 | Polônia | Amesterdão |
|                     |       |         | Amesterdão |

| 29 de abril de 2006 |       |               |        |
| Espanha             | 24-13 | Países Baixos | Madrid |
|                     |       |               | Madrid |

| 6 de maio de 2005 |       |          |                 |
| Andorra           | 16-23 | Moldávia | Andorra-a-Velha |
|                   |       |          | Andorra-a-Velha |

#### Classificação
| Seleção       | Vitórias | Empates | Derrotas | Pontos a favor | Pontos contra | Pontos +/- | Pontos |
| ------------- | -------- | ------- | -------- | -------------- | ------------- | ---------- | ------ |
| Espanha       | 4        | 0       | 0        | 163            | 32            | +131       | 12     |
| Moldávia      | 3        | 0       | 1        | 87             | 96            | -9         | 10     |
| Países Baixos | 2        | 0       | 2        | 113            | 74            | +39        | 8      |
| Polônia       | 1        | 0       | 3        | 63             | 131           | -68        | 6      |
| Andorra       | 0        | 0       | 4        | 30             | 123           | -93        | 4      |

Espanha se classificou para o playoff.

### Grupo B
| 8 de outubro de 2005 |      |                     |       |
| Croácia              | 26-9 | Sérvia e Montenegro | Split |
|                      |      |                     | Split |

| 29 de outubro de 2005 |       |         |          |
| Bélgica               | 26-20 | Croácia | Bruxelas |
|                       |       |         | Bruxelas |

| 29 de outubro de 2005 |      |          |           |
| Malta                 | 0-43 | Alemanha | Corradino |
|                       |      |          | Corradino |

| 5 de novembro de 2005 |      |       |         |
| Sérvia e Montenegro   | 3-16 | Malta | Pancevo |
|                       |      |       | Pancevo |

| 12 de novembro de 2005 |       |                     |            |
| Alemanha               | 108-0 | Sérvia e Montenegro | Heidelberg |
|                        |       |                     | Heidelberg |

| 8 de abril de 2006  |       |         |           |
| Sérvia e Montenegro | 15-36 | Bélgica | Lazarevac |
|                     |       |         | Lazarevac |

| 15 de abril de 2006 |       |         |           |
| Malta               | 26-15 | Croácia | Corradino |
|                     |       |         | Corradino |

| 22 de abril de 2006 |      |       |          |
| Bélgica             | 24-0 | Malta | Bruxelas |
|                     |      |       | Bruxelas |

| 22 de abril de 2006 |       |          |        |
| Croácia             | 15-25 | Alemanha | Zagreb |
|                     |       |          | Zagreb |

| 29 de abril de 2006 |       |         |         |
| Alemanha            | 33-15 | Bélgica | Hanôver |
|                     |       |         | Hanôver |

#### Classificação
| Seleção             | Vitórias | Empates | Derrotas | Pontos a favor | Pontos contra | Pontos +/- | Pontos |
| ------------------- | -------- | ------- | -------- | -------------- | ------------- | ---------- | ------ |
| Alemanha            | 4        | 0       | 0        | 209            | 30            | +179       | 12     |
| Bélgica             | 3        | 0       | 1        | 101            | 68            | +33        | 10     |
| Malásia             | 2        | 0       | 2        | 42             | 85            | -43        | 8      |
| Croácia             | 1        | 0       | 3        | 76             | 86            | -10        | 6      |
| Sérvia e Montenegro | 0        | 0       | 4        | 27             | 186           | -159       | 4      |

Alemanha se classificou para o playoff.

### Playoff
| 13 de maio de 2006 |      |         |            |
| Alemanha           | 18-6 | Espanha | Heidelberg |
|                    |      |         | Heidelberg |

| 27 de maio de 2006 |       |          |        |
| Espanha            | 36-10 | Alemanha | Madrid |
|                    |       |          | Madrid |

Espanha ganhou 42-28 qualificado para a Fase 4.

## Fase 4
Os três piores equipes da Divisão 1 2004/06 e vencedor da Fase 3 jogaram duas eliminatórias em sistema de ida-e-volta. Os vencedores entraram para Fase 5

### Torneio Europeu das Nações 2004/06 1 Divisão
| 20 de novembro de 2004 |      |          |        |
| Ucrânia                | 6-36 | Portugal | Odessa |
|                        |      |          | Odessa |

| 20 de novembro de 2004 |       |         |           |
| Rússia                 | 15-27 | Geórgia | Krasnodar |
|                        |       |         | Krasnodar |

| 25 de novembro de 2004 |       |         |       |
| República Tcheca       | 14-38 | Romênia | Praga |
|                        |       |         | Praga |

| 5 de fevereiro de 2005 |       |         |        |
| Portugal               | 18-14 | Geórgia | Lisboa |
|                        |       |         | Lisboa |

| 26 de fevereiro de 2005 |      |         |         |
| Geórgia                 | 65-0 | Ucrânia | Tbilisi |
|                         |      |         | Tbilisi |

| 26 de fevereiro de 2005 |       |         |           |
| Romênia                 | 33-10 | Romênia | Timişoara |
|                         |       |         | Timişoara |

| 26 de fevereiro de 2005 |       |                  |        |
| Portugal                | 19-13 | República Tcheca | Lisboa |
|                         |       |                  | Lisboa |

| 12 de março de 2005 |       |         |         |
| Geórgia             | 20-13 | Romênia | Tbilisi |
|                     |       |         | Tbilisi |

| 12 de março de 2005 |      |         |       |
| República Tcheca    | 42-5 | Ucrânia | Praga |
|                     |      |         | Praga |

| 19 de março de 2005 |      |         |           |
| Romênia             | 97-0 | Ucrânia | Bucharest |
|                     |      |         | Bucharest |

| 19 de março de 2005 |      |         |       |
| República Tcheca    | 11-7 | Romênia | Praga |
|                     |      |         | Praga |

| 4 de junho de 2005 |       |          |             |
| Rússia             | 16-18 | Portugal | Krasnoyarsk |
|                    |       |          | Krasnoyarsk |

| 11 de junho de 2005 |       |          |           |
| Romênia             | 14-10 | Portugal | Bucharest |
|                     |       |          | Bucharest |

| 11 de junho de 2005 |      |         |         |
| Rússia              | 72-0 | Ucrânia | Moscovo |
|                     |      |         | Moscovo |

| 12 de junho de 2005 |       |                  |         |
| Geórgia             | 75-10 | República Tcheca | Tbilisi |
|                     |       |                  | Tbilisi |

| 5 de novembro de 2005 |      |                  |        |
| Ucrânia               | 8-47 | República Tcheca | Odessa |
|                       |      |                  | Odessa |

| 12 de novembro de 2005 |       |                  |           |
| Rússia                 | 52-12 | República Tcheca | Krasnodar |
|                        |       |                  | Krasnodar |

| 4 de fevereiro de 2006 |       |         |         |
| Geórgia                | 46-19 | Romênia | Tbilisi |
|                        |       |         | Tbilisi |

| 25 de fevereiro de 2006 |       |         |           |
| Romênia                 | 35-10 | Geórgia | Bucharest |
|                         |       |         | Bucharest |

| 25 de fevereiro de 2006 |       |         |        |
| Portugal                | 19-19 | Romênia | Lisboa |
|                         |       |         | Lisboa |

| 11 de março de 2006 |      |          |         |
| Geórgia             | 40-0 | Portugal | Tbilisi |
|                     |      |          | Tbilisi |

| 11 de março de 2006 |      |                  |                  |
| Romênia             | 50-3 | República Tcheca | La Teste-de-Buch |
|                     |      |                  | La Teste-de-Buch |

| 18 de março de 2006 |      |         |        |
| Portugal            | 3-27 | Romênia | Lisboa |
|                     |      |         | Lisboa |

| 29 de abril de 2006 |       |         |        |
| Ucrânia             | 12-32 | Geórgia | Odessa |
|                     |       |         | Odessa |

| 13 de maio de 2006 |       |         |        |
| Portugal           | 52-14 | Ucrânia | Lisboa |
|                    |       |         | Lisboa |

| 20 de maio de 2006 |       |          |       |
| República Tcheca   | 10-18 | Portugal | Praga |
|                    |       |          | Praga |

| 27 de maio de 2006 |       |         |          |
| Ucrânia            | 12-53 | Romênia | Carcóvia |
|                    |       |         | Carcóvia |

| 3 de junho de 2006 |      |         |      |
| Ucrânia            | 0-58 | Romênia | Kiev |
|                    |      |         | Kiev |

| 10 de junho de 2006 |       |         |             |
| Rússia              | 25-24 | Romênia | Krasnoyarsk |
|                     |       |         | Krasnoyarsk |

| 10 de junho de 2006 |      |         |       |
| República Tcheca    | 3-24 | Geórgia | Praga |
|                     |      |         | Praga |

#### Classificação
| Seleção          | Vitórias | Empates | Derrotas | Pontos a favor | Pontos contra | Pontos +/- | Pontos |
| ---------------- | -------- | ------- | -------- | -------------- | ------------- | ---------- | ------ |
| Romênia          | 8        | 0       | 2        | 389            | 94            | +294       | 26     |
| Geórgia          | 8        | 0       | 2        | 353            | 125           | +228       | 26     |
| Portugal         | 6        | 1       | 3        | 193            | 183           | +10        | 23     |
| Rússia           | 4        | 1       | 5        | 290            | 202           | +88        | 19     |
| República Tcheca | 3        | 0       | 7        | 164            | 306           | -142       | 16     |
| Ucrânia          | 0        | 0       | 10       | 77             | 556           | -479       | 10     |

Roménia, Geórgia e Portugal se classificaram para a Fase 5. Rússia, República Tcheca e Ucrânia  se classificaram para Fase 4.

### Playoffs
| 16 de setembro de 2006 |       |         |        |
| República Tcheca       | 12-33 | Espanha | Říčany |
|                        |       |         | Říčany |

| 30 de setembro de 2006 |       |                  |        |
| Espanha                | 46-17 | República Tcheca | Madrid |
|                        |       |                  | Madrid |

Espanha ganhou 79-29 qualificado para a Fase 5.
| 23 de setembro de 2006 |       |        |        |
| Ucrânia                | 11-25 | Rússia | Odessa |
|                        |       |        | Odessa |

| 30 de setembro de 2006 |       |         |         |
| Rússia                 | 37-17 | Ucrânia | Moscovo |
|                        |       |         | Moscovo |

Rússia ganhou 62-28 qualificado para a Fase 5.

## Fase 5
Itália (equipe de Seis Nações não qualificado), os três melhores equipes da Divisão 1 2005/06 e os vencedores da fase 4, formaram dois grupos de três equipas. Os vencedors de cada grupo se classificaram para a Copa do Mundo de 2007. As equipas segundas colocadas entraram na Fase 6.

### Grupo A
| 7 de outubro 2006 |      |          |          |
| Itália            | 83-0 | Portugal | L'Aquila |
|                   |      |          | L'Aquila |

| 14 de outubro 2006 |      |        |         |
| Rússia             | 7-67 | Itália | Moscovo |
|                    |      |        | Moscovo |

| 28 de outubro 2006 |       |        |        |
| Portugal           | 26-23 | Rússia | Lisboa |
|                    |       |        | Lisboa |

#### Classificação
| Seleção  | Vitórias | Empates | Derrotas | Pontos a favor | Pontos contra | Pontos +/- | Pontos |
| -------- | -------- | ------- | -------- | -------------- | ------------- | ---------- | ------ |
| Itália   | 2        | 0       | 0        | 150            | 7             | +143       | 6      |
| Portugal | 1        | 0       | 1        | 26             | 106           | -80        | 4      |
| Rússia   | 0        | 0       | 2        | 30             | 93            | -63        | 2      |

Itália qualificada para a Fase Final da Copa do Mundo de Rugby de 2007.

Portugal qualificada pare Fase 6.

### Grupo B
| 7 de outubro 2006 |      |         |           |
| Romênia           | 20-8 | Geórgia | Bucareste |
|                   |      |         | Bucareste |

| 14 de outubro 2006 |       |         |        |
| Espanha            | 20-43 | Romênia | Madrid |
|                    |       |         | Madrid |

| 28 de outubro 2006 |       |         |         |
| Geórgia            | 37-23 | Espanha | Tbilisi |
|                    |       |         | Tbilisi |

#### Classificação
| Seleção | Vitórias | Empates | Derrotas | Pontos a favor | Pontos contra | Pontos +/- | Pontos |
| ------- | -------- | ------- | -------- | -------------- | ------------- | ---------- | ------ |
| Romênia | 2        | 0       | 0        | 63             | 28            | +35        | 6      |
| Geórgia | 1        | 0       | 1        | 45             | 43            | +2         | 4      |
| Espanha | 0        | 0       | 2        | 43             | 80            | -37        | 2      |

Romênia qualificada para a Fase Final da Copa do Mundo de Rugby de 2007.

Geórgia qualificada pare Fase 6.

## Fase 6
| 11 de novembro de 2006 |      |          |         |
| Geórgia                | 17-3 | Portugal | Tbilisi |
|                        |      |          | Tbilisi |

| 25 de novembro de 2006 |       |         |        |
| Portugal               | 11-11 | Geórgia | Lisboa |
|                        |       |         | Lisboa |

Geórgia ganhou 28-14 qualificada para a Fase Final da Copa do Mundo de Rugby de 2007.

Portugal qualificada para as Repescagem.

## Ver tambem
- Eliminatórias da Copa do Mundo de Rugby de 2007